# 한국프로농구 2004-05
2004-2005 애니콜 프로농구는 대한민국 프로농구 9번째 시즌이다. 총 10개 구단이 참여하며 2004년 10월 29일에 개막하게 되며 팀당 54경기(라운드 로빈 방식, 홈 27경기, 원정 27경기)를 치른다.